# Sa’id Hijjawi
Sa’id Hijjawi, auch Scheich Sa’id Hidschawi (arabisch سعيد حجاوي, DMG Saʿīd Ḥiǧǧāwī; * 1945 in Palästina) ist ein islamischer Rechtsgelehrter. Von 1992 bis 2007 war er Großmufti des Haschemitischen Königreichs Jordanien. Er ist einer der Senior Fellows des Königlichen Aal al-Bayt Instituts für islamisches Denken (Royal Aal Al-Bayt Institute for Islamic Thought).
Er war einer der 138 Unterzeichner des offenen Briefes Ein gemeinsames Wort zwischen Uns und Euch (engl. A Common Word Between Us & You), den Persönlichkeiten des Islam an „Führer christlicher Kirchen überall“ (englisch: „Leaders of Christian Churches, everywhere …“) sandten (13. Oktober 2007).
Er ist verheiratet und hat fünf Töchter und zwei Söhne.